# Armando Martín Gutiérrez
Armando Martín Gutiérrez FAM (ur. 16 grudnia 1954 w Madrycie) – hiszpański duchowny rzymskokatolicki pracujący w Brazylii, od 2007 biskup Bacabal.

## Życiorys
Święcenia kapłańskie otrzymał 6 października 1979 w Rzymie jako członek zgromadzenia Synów Miłości Miłosiernej. Przez dziewięć lat pracował w zakonnych placówkach na terenie Włoch, zaś w 1988 wyjechał do Brazylii i został mistrzem zakonnego nowicjatu. Był także m.in. wykładowcą seminarium duchownego w Mogi das Cruzes i wykładowcą tamtejszego Instytutu Pawła VI. W 2003 otrzymał nominację na mistrza junioratu w Juiz de Fora, zaś dwa lata później objął tę samą funkcję w międzynarodowym junioracie w Rzymie.
2 listopada 2006 został mianowany biskupem Bacabal. Sakry biskupiej udzielił mu 5 stycznia 2007 kard. Giovanni Battista Re.